# West End (Hampshire)
West End è un villaggio e parrocchia civile dell'Inghilterra, appartenente alla contea dell'Hampshire.